# Calea Moșilor (stație de metrou)
Calea Moșilor este o stație planificată de metrou din București. Se va afla în Sectorul 2, în intersecția dintre bd. Carol I și Calea Moșilor, la o adâncime de −14,4 m.